# Shangri-La (Titan)
Pour les articles homonymes, voir Shangri-La.
Shangri-La est une zone sombre sur la face avant de Titan, satellite naturel de Saturne.

## Caractéristiques
Shangri-La est située près de l'équateur de Titan, centrée sur 10° de latitude sud et 165° de longitude ouest.
Shangri-La est une immense plaine constituée de terrains de faible albédo, peut-être une ancienne mer d'hydrocarbures asséchée. Elle est parsemée « d'îles » brillantes d'altitude plus élevée et bordée par des régions elles aussi brillantes et d'altitude supérieure : Xanadu à l'est, Adiri à l'ouest et Dilmun au nord.

## Observation
La sonde Huygens a atterri dans la partie occidentale de Shangri-La en 2005, près de la limite avec Adiri.
La zone a reçu le nom de Shangri-La, paradis mythique.